# Blatnica Pokupska
Blatnica Pokupska je naselje u Republici Hrvatskoj, u sastavu Grada Karlovca, Karlovačka županija. 

## Stanovništvo
Prema popisu stanovništva iz 2001. godine, naselje je imalo 59 stanovnika te 19 obiteljskih kućanstava.
| broj stanovnika | 161   | 154   | 151   | 149   | 150   | 154   | 152   | 139   | 121   | 118   | 108   | 114   | 86    | 83    | 59    | 31    | 32    |
|                 | 1857. | 1869. | 1880. | 1890. | 1900. | 1910. | 1921. | 1931. | 1948. | 1953. | 1961. | 1971. | 1981. | 1991. | 2001. | 2011. | 2021. |